# 安蔚南
安蔚南（1904年3月26日—1979年9月13日），字道宜，江苏常熟人，祖籍江苏无锡。早年入私塾后执教于张泾和辛庄，后就读于上海东亚同文书院政治系。历任江南行政公署主任秘书、昆山县县长、常熟县县长及常熟县参议长。抗日战争期间，曾组织游击队与日军作战。1949年，离开常熟前往上海，转道经由香港赴台湾，晚年负责旅台常熟同乡会工作。1979年9月13日，于美国休士顿市病逝。

## 简介
1939年7月，被任命为常熟县县长，因受抗日战争局势影响，成为“背包县长”。
1945年8月16日，被任命为昆山县县长。
1945年9月18日，二度到任常熟县县长，受到常熟军民热烈欢迎，场面盛大。

## 纪念
- 安蔚南于美国病逝后，其在台亲友亦于十月二十日上午在台北善导寺诵经追荐，前中华民国总统严家淦特题颁“志荣长昭”挽额一方，以示悼念。
- 台北市常熟同乡会专门设立“安蔚南先生奖学金”，作为永久纪念。[6]